# Xã Bismarck, Quận Sibley, Minnesota
Xã Bismarck (tiếng Anh: Bismarck Township) là một xã thuộc quận Sibley, tiểu bang Minnesota, Hoa Kỳ. Năm 2010, dân số của xã này là 314 người.